# 钱昌祚 (航空工程师)
钱昌祚（1901年—1988年），字莘觉、惺觉，江苏常熟鹿苑（今张家港市）人，中华民国航空工程师及政治人物。

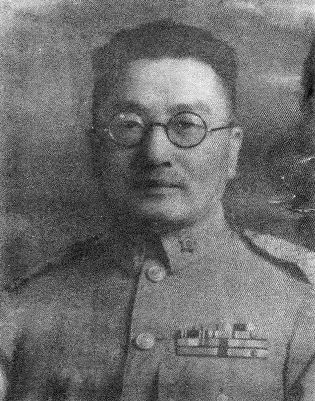
钱昌祚

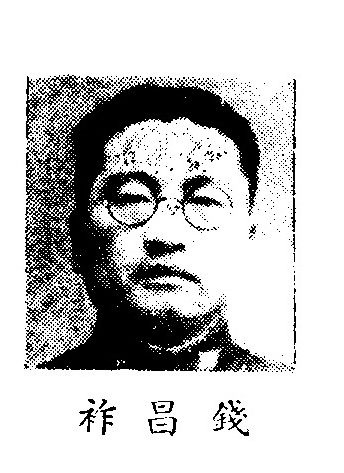

## 生平
钱昌祚1913年入上海私立浦东中学就读，1917年考入清华学校；1919年毕业后，被保送赴美留学，入麻省理工学院机械系就读，1922年获机械工程学士学位，后转入航空机械工程系；1924年获航空工程硕士学位。
回国后在浙江工业专门学校及清华大学任教，曾任杭州市公用局科长。1928年进入航空领域，1933年7月18日任國民政府軍事委員會航空署技术处处长，1934年5月任国民政府航空委员会技术处处长。1934年4月1日担任中国航空工程学会会长。1936年3月任中央航空机械学校校长，1938年3月任航空委员会技术厅副厅长、代理厅长。1940年任南川第二飞机制造厂厂长。1941年6月接替邢契莘成为中央雷允飞机制造厂监理，为中杭厂第三任监理。1944年12月任航空委员会参事。1946年6月5日任中华民国国防部第六厅厅长，1947年4月任国防部国防科学委员会委员。1948年9月22日晋任空军机械监。
1949年前往台湾，历任中华民国经济部常务次长，行政院經濟安定委員會秘书长，行政院美援运用委员会委员，外汇贸易审议委员会副主任委员，中央信托局常务理事，台湾手工业中心董事长。
1971年退休，1988年病逝。

## 社会兼职
曾任“中国航空工程学会”、“中国机械工程学会”、“中国工程师学会”会长、理事长。曾任美国南加州大学客座教授。

## 著作
著有《惺觉论选》及《浮生百记》。

## 家族
父亲钱寿琛，二姐钱用和，弟钱卓升，堂哥钱昌照。

## 资料来源
1. ↑  . 航空制造网. 2017-02-23  [2017-11-30]. （原始内容存档于2017-12-01）.
2. ↑  金富军 王向田. . www.tsinghua.edu.cn. 清华大学校史馆.   [2017-11-30]. （原始内容存档于2017-12-01）.
3. ↑  李峰, 汤钰林编著. . 上海: 上海辞书出版社. 2016.